# كولين فارينغتون
كولين فارينغتون (بالإنجليزية: Colleen Leigh Farrington)‏ هي عارضة ومغنية أمريكية، ولدت في 20 أبريل 1936 في دافيسبورو في الولايات المتحدة، وتوفيت في 12 أكتوبر 2015 في جوبيتر في الولايات المتحدة.